# Hans von Cranach

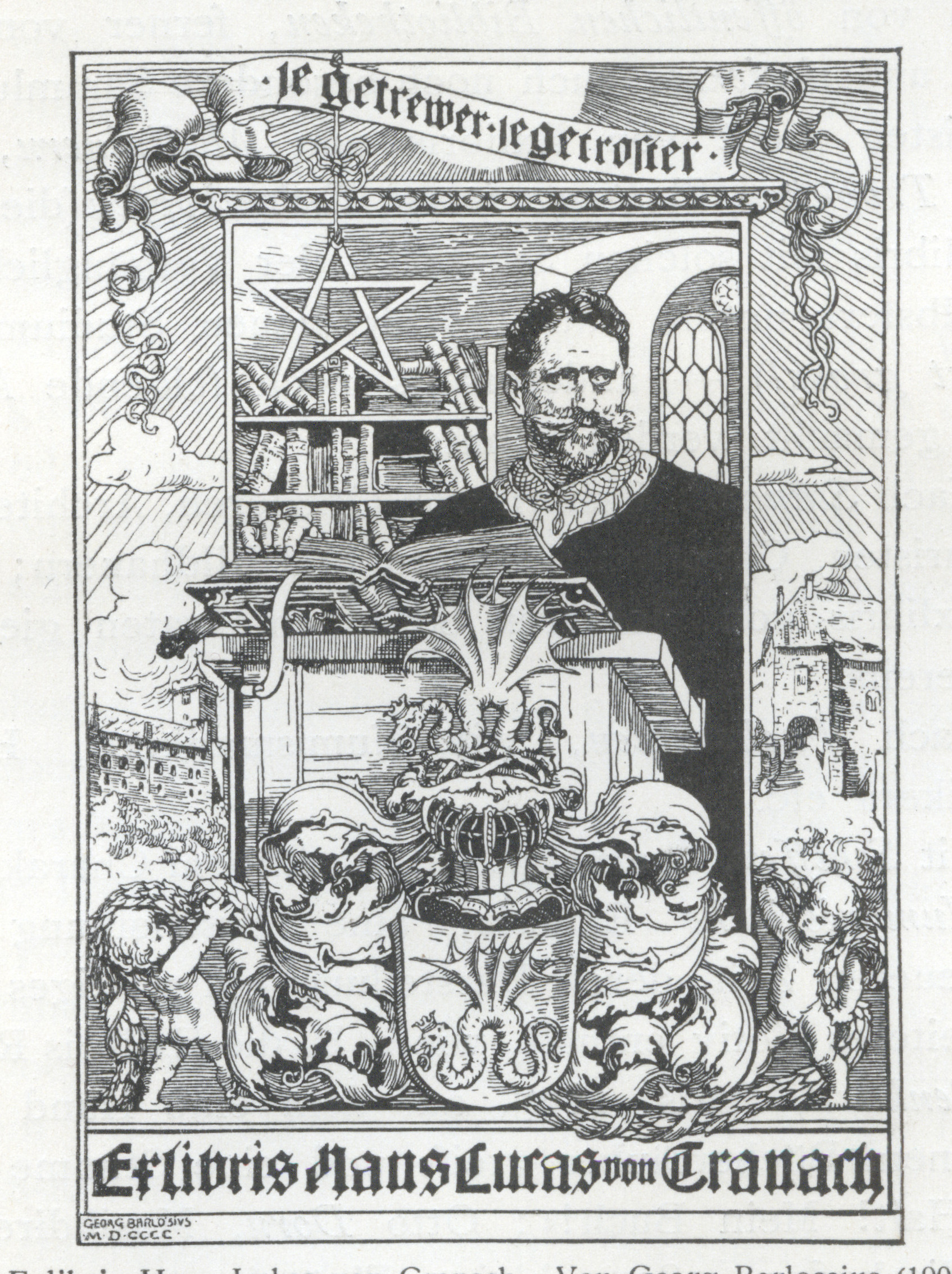
Exlibris von Hans Lucas von Cranach, gestaltet von Georg Barlösius (1900)

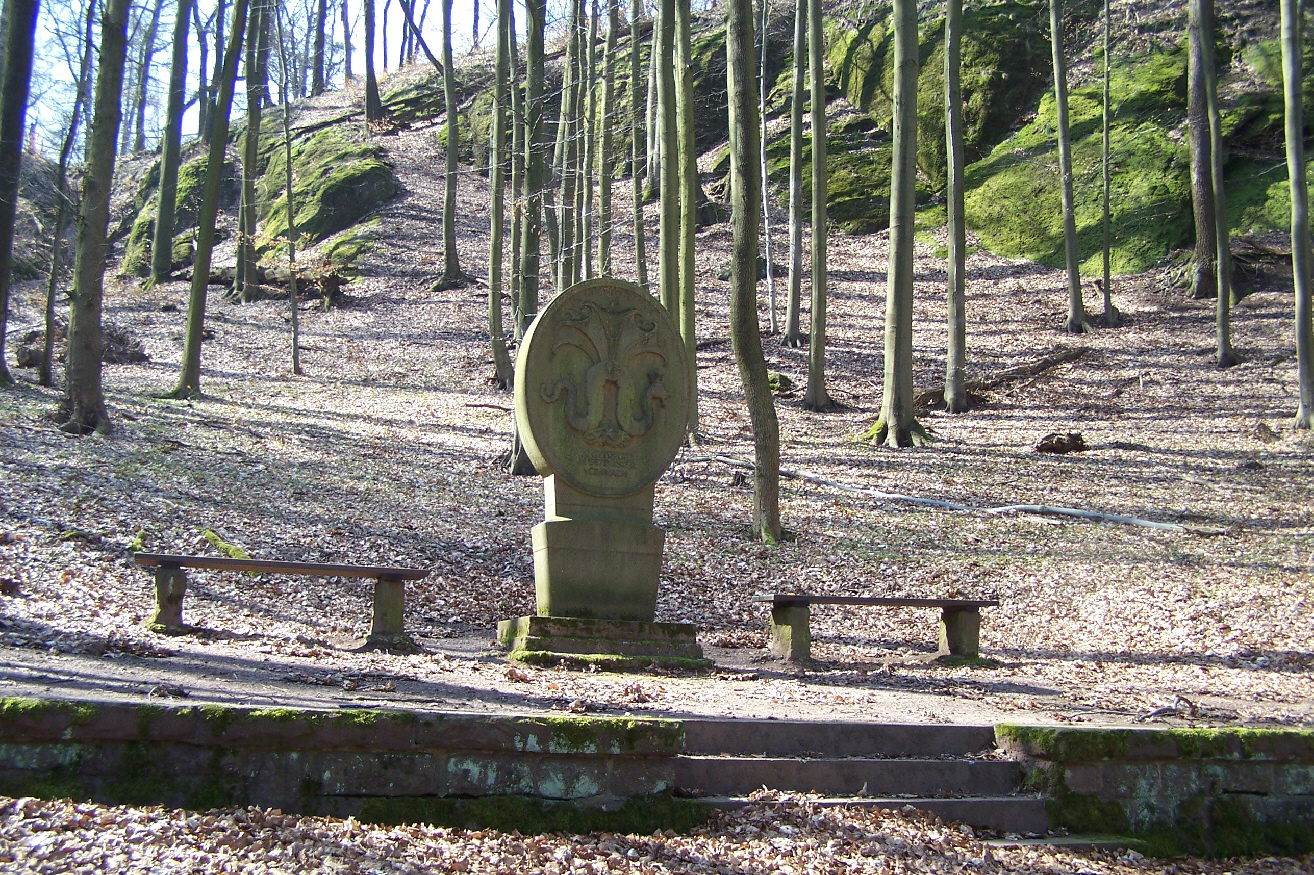
Das Cranach-Denkmal unterhalb der Wartburg (2009)

Hans Karl Lukas von Cranach (* 7. Januar 1855 in Stargard in Pommern; † 18. Oktober 1929 in Eisenach) war ein preußischer Major, Ordonnanzoffizier des Großherzogs von Sachsen-Weimar-Eisenach, Carl-Alexander und Burghauptmann der Wartburg. 

## Biographie
Hans war der älteste von drei Söhnen des preußischen Regierungsrates Adolf von Cranach (1823–1896) und dessen Ehefrau Johanna, geborene Mampe (1827–1906). Sein Bruder Wilhelm (1861–1918) war führender deutscher Schmuckdesigner des Jugendstils.
Er verlebte seine Kindheit in Frankfurt (Oder) und besuchte das Wilhelmgymnasium in Berlin, wo er das Abitur ablegte. Anschließend trat er am 25. September 1875 als Fahnenjunker in das Infanterie-Regiment „Großherzog von Sachsen“ (5. Thüringisches) Nr. 94 der Preußischen Armee ein. Seit 1876 war er in Weimar stationiert und avancierte im Februar 1877 zum Sekondeleutnant. Hierbei lernte er den Großherzog von Sachsen-Weimar-Eisenach kennen und war ab 1. Oktober 1879 als Ordonnanzoffizier zu ihm kommandiert. Cranach, der ein direkter Nachfahre des Renaissance-Malers Lucas Cranach der Ältere war, wurde zum Begleiter und Berater des Großherzogs auf seinen Studienreisen in das europäische Ausland.
Während der häufigen Aufenthalte auf der Wartburg kam Cranach in engen Kontakt zum leitenden Architekten Hugo von Ritgen, der mit der Restaurierung der Burg betraut war, und dem damaligen Burghauptmann Bernhard von Arnswald.
Unter Belassung in seinem Kommando als Ordonnanzoffizier des Großherzogs wurde Cranach am 28. August 1884 in das 3. Garde-Regiment zu Fuß versetzt. Am 30. September 1884 wurde er von seinem Kommando entbunden und versah seinen Dienst im Regiment. Als Premierleutnant absolvierte er vom 1. Oktober 1887 bis zum 19. Oktober 1889 die Kriegsakademie, ließ sich dann beurlauben, um Reisen in die Schweiz und nach Italien zu unternehmen. Nach seiner Rückkehr wurde Cranach auf ein Jahr in den Nebenetat des Großen Generalstabes kommandiert und Mitte November 1890 zum überzähligen Hauptmann befördert. Vom 22. März 1891 bis zum 31. März 1894 fungierte er als Kompaniechef. Anschließend war Cranach erneut zur Dienstleistung beim Großherzog von Sachsen kommandiert.
Cranach erhielt am 18. November 1894 seinen Abschied mit der gesetzlichen Pension und trat die Nachfolge des im Februar 1894 verstorbenen Burghauptmanns von Arnswald an. Sein Dienst auf der Wartburg hatte er bereits am 4. April 1894 (die Dienststelle auf der Wartburg stand zu dieser Zeit noch unter militärischer Zuständigkeit) angetreten und währte 35 Jahre. Zwischenzeitlich hatte er am 22. April 1899 unter Stellung zur Disposition den Charakter als Major erhalten.
Cranach war eine Idealbesetzung, er hatte das Vertrauen des Weimarer Hofes.
Bauliche Schwerpunkte seiner Tätigkeit auf der Wartburg waren die Ausschmückung der Elisabeth-Kemenate, der Hotelneubau (1912) und die Umgestaltung der Außenanlagen („Minnegarten“, „Elisabethplan“, Wegenetze um die Burg). Er erkannte die Wichtigkeit der publizistischen Tätigkeit und setzte auf die zu dieser Zeit als Werbemittel beliebte Bildpostkarte, die in über 100 Motiven das romantische Bild der Wartburg in alle Welt brachte. Mit seiner Hilfe erschienen hochwertige Kunstführer und Bildbände über die Wartburg. Hierbei besitzt das Album der Wartburg-Rüstkammer einen besonderen Wert, da diese Waffensammlung nach dem Zweiten Weltkrieg als Kunstschatz und Beutegut in die Sowjetunion verschleppt wurde.
Ein besonderes Talent hatte Cranach, die zahlreichen Feste und Veranstaltungen auf der Wartburg durch operettenhafte Kostümierungen zu verschönern. Er hatte alljährlich die Ehre und die Bürde, einen Besuch des deutschen Kaisers Wilhelm II. auf der Wartburg vorzubereiten.
Cranach blieb auch nach dem Ersten Weltkrieg Burghauptmann der Wartburg, er hatte durch sein Renommee diese Stellung auf Lebenszeit inne. Nach der Abdankung des letzten Großherzogs von Sachsen-Weimar-Eisenach musste über das weitere Schicksal der Wartburg und der dort vorhandenen Kunstsammlungen entschieden werden. Cranach gehörte zu den Initiatoren der Wartburgstiftung, die bis heute für die Verwaltung der Wartburg verantwortlich ist.
Er war auch Mitbegründer des Thüringer Museums und des Reuter-Wagner-Museums. Unterhalb der Wartburg erinnert das Cranach-Denkmal an sein Wirken.
Nach seinem Tod wurde er in einer bewegenden Trauerfeier auf der Wartburg verabschiedet, die Urne wurde im Familiengrab in Berlin beigesetzt.

## Ehrungen
Cranach wurde anlässlich seines 30. Dienstjubiläums mit einer eigens für ihn geschaffenen Gedenkmedaille geehrt.

## Sonstiges
Sein Wappenspruch und Lebensmotto lautet: „Je getreuer - je getroster“.